# Torrente, el brazo tonto de la ley
Torrente, el brazo tonto de la ley (traduïble en català com: Torrente, El braç ximple de la llei) és una pel·lícula espanyola de l'any 1998 dirigida, escrita i protagonitzada per Santiago Segura, i produïda per Lolafilms.

## Argument
L'argument de la pel·lícula es basa en la vida del protagonista principal que és Torrente, un inspector de policia extravagant, espanyolista, racista, masclista, franquista i corrupte, que li agrada el cantant Fary i és un fanàtic del Club Atlético de Madrid. Aquest personatge causa un gran efecte a en Rafi (fill de Reme, la peixatera ), tant ell com la seva mare viuen junts amb la seva neboda Amparo, una noia un xic especial. Rafi és un fanàtic de les armes i el seu desig és ser policia, junt amb Torrente formarà un equip mortal.Després de prohibir-los l'entrada al seu habitual bar a caua d'una acumulació de deutes de whiskys, Torrente decideix anar a un restaurant xinès en el qual transcorren situacions estranyes que no tardarà a cridar l'atenció a Torrente i en Rafi. Torrente porta el seu pare en el restaurant per poder investigar, un cop allà el seu pare roba un entrepà que en el seu interior conté coca. Gràcies a això Torrente i Rafi aniran a investigar en el local i s'hi introdueixen per veure que passa. Torrente a la sortida, poc previsor, deixa el seu carnet d'identitat, per la qual la banda de narcotraficants sabrà que hi ha un policia està investigant la zona.
Rafi presenta a Torrente uns amics que l'ajudaran per desactivar la banda de narcotraficants. Aquests pensen un pla per interceptar en una entrega de coca que tindrà lloc aquella nit en un vell magatzem. Amb l'ajuda dels seus col·laboradors i amics, aconsegueixen després d'un tiroteig emocionant en el qual Torrente surt ferit, però aconsegueix agafar un maletí amb una gran quantitat de diners. Finalment mentre el traslladen cap a l'hospital, es veu que realment no està ferit i se'n va cap a Torremolinos.

## Repartiment
- Santiago Segura: José Luis Torrente
- Javier Cámara: Rafi
- Chus Lampreave: Reme
- Neus Asensi: Amparo
- Manuel Manquiña: El Francés
- Luis Cuenca: Barman
- Tony Leblanc: Felipe Torrente
- Espartaco Santoni: Mendoza
- Julio Sanjuán: Malaguita
- Jimmy Barnatán: Toneti
- El Gran Wyoming: Comissari

## Influències
Els temes que toca la pel·lícula han estat polèmics, són: el racisme, el masclisme, el feixisme, la misèria, les bandes de narcotraficants.
- El racisme és present en tota la pel·lícula. Hi ha una discriminació i marginació de les persones que són d'altres països, com ara el negret al qual Torrente que li trenca un dit i li roba el menjar. Un altre fet racista és quan aquest negret porta als seus amics negres (són enormes i estan forts) per donar una pallissa a Torrente. Aquest sense sortida es treu de la jaqueta un tros de carn, el tira lluny i tots els negres van darrere d'ell. Altres situacions racistes es produeixen al restaurant xinès. Els amos exploten i maltracten als treballadors xinesos. A un xinès per faltar-li un entrepà que portava dins coca, el qual havia agafat el pare de Torrente, el torturen perquè els digui a on està. Finalment el xinès que no ho sap li arrenquen una orella i el maten.
- El masclisme també té un paper fonamental en la pel·lícula. S'observa un predomini de l'home sobre la dona i de vegades són tractades només com a objecte sexual. Això es pot comprovar al final de la pel·lícula quan la xinesa que els diu on serà el lliurament de coca, Torrente no la deixa acompanyar perquè és perillós i no és una situació per a una dona. També es veu a la dona només per fer sexe, com la Amparo que és l'únic que fa a la pel·lícula.
- El feixisme. Aquest sobretot es veu expressat per Torrente, que és una persona antidemocràtica, anticomunista i antiautonòmica, ja que per a ell només existeix una espanya unida. És un personatge fatxa i seguidor incondicional de l'Atlètic de Madrid. Per Torrente el més important és Espanya i el club dels seus amors, i això es pot veure reflectit en l'escena de Torrente a casa amb la Amparo que li ensenya aquests dos símbols (l'escut de l'Atlètic de Madrid i la bandera espanyola) hi ha Torrente li tornen boig.
- La misèria és reflectida en tota la pel·lícual. És present en tot; en el menjar, en les cases, amb la gent i el nivell cultural.A la casa que viu Torrente juntament amb el seu pare es pot veure que no té ni llum, ni aigua corrent i que està plena de brutícia. Les seves parets són negres. També la misèria està reflectida en el fet que Torrente dona menjar al seu pare: les sobres d'un bar, incloent-hi burilles. Els carrers es veuen bruts, plenes d'escombraries, i Toni el pare de Torrente ha de fer-se passar per invàlid per cobrar una pensió dels serveis socials i demanar cada dia al carrer per treure alguns diners per sobreviure. També es pot observar a la roba dels protagonistes, que és vella, bruta i no hi ha gran varietat de vestuari. El vocabulari de la gent és de nivell vulgar, a causa dels pocs recursos econòmics de la gent.
- Bandes de narcotraficants, que exploten als seus treballadors immigrants xinesos obligant-los a transportar la coca en motos fins als seus destinataris. El negoci és d'un home que ni s'acosta al local, ja que té a col·laboradors seus fent la feina bruta. Es pot veure com maltracten a un xinès per haver-li perdut un entrepà de coca. Pensen que sap a on està i ho volen recuperar però el xinès no ho sap. El torturen fins a matar. Tenen una gran organització. Amb dos homes davant de les portes del restaurant i una gran quantitat de motos que en el seu moment serveixen per repartir els entrepans i menjar xinès i per perseguir a Torrente i Rafi a la furgoneta. Tenen una gran infraestructura. Però tot al final els surt fallit gràcies a Torrente i especialment a Rafi, que intercepten la partida de coca al magatzem que els va dir la xinesa.

## Premis
| Premi                                             | Categoría                                                             | Receptor          | Resultat      |
| ------------------------------------------------- | --------------------------------------------------------------------- | ----------------- | ------------- |
| Festival de cinema de Peníscola                   | Mejor actor                                                           | Javier Cámara     | Guanyador     |
| Premis Ondas 1998                                 | Millor actor de cine                                                  | Javier Cámara     | Guanyador     |
| VIII Edició dels Premis de la Unió de Actors 1998 | Premi Unió de Actors a la millor interpretació de repartiment de cine | Javier Cámara     | Nominat       |
| Festival de cine Fanta-ía                         | Millor pel·lícula                                                     | Millor pel·lícula | Segona plaça  |
| Premis Goya 1998                                  | Goya al millor actor revelació                                        | Javier Cámara     | Nominat       |
| Premis Goya 1998                                  | Goya al millor actor secundari                                        | Tony Leblanc      | Guanyador     |
| Premis Goya 1998                                  | Goya al millor director novell                                        | Santiago Segura   | Guanyador     |
| Fotogramas de Plata                               | Mejor interpretación femenina como protagonista                       | Neus Asensi       | Semifinalista |
| Fotogramas de Plata                               | Millor interpretació masculina protagonista                           | Santiago Segura   | Nominat       |

## DVD
El DVD de la pel·lícula es va posar a la venda el 21 de gener de 2000 i va ser distribuït per Manga Films. Està ple de nombrosos defectes, però el major dels seus problemes es troba en la reproducció dels colors, que es presenten totalment apagats. El 25 de novembre de 2008 amb motiu del desè aniversari de l'estrena en cinemes, es va realitzar una versió remasteritzada que va ser distribuïda per Warner Home Video, i observem una millora en el color de la imatge i una millor definició de la forma dels objectes i els personatges, a més conté dos pòsters i tres imatges, de mida petita, de la pel·lícula triats pel mateix director. A més aquesta remasterització va ser integrada en el Pack especial del desè en el qual apareixen les tres pel·lícules.